# Christian Dütting
Christian Dütting (* 20. Dezember 1862 in Osnabrück; † 22. Juli 1921 in Bad Nauheim) war ein deutscher Bergbauingenieur und Manager in der Montanindustrie.
Dütting machte sein Abitur im Jahr 1882 am Gymnasium Carolinum in Osnabrück. Anschließend erhielt er eine bergmännische Ausbildung auf Erzbergwerken im Siegerland sowie auf fiskalischen Kohlengruben der preußischen Berginspektion Borgloh und der Bergwerksdirektion Saarbrücken. Nach diesen ersten praktischen Erfahrungen studierte Dütting ab 1883 an der Rheinischen Friedrich-Wilhelms-Universität Bonn, an der Ruprecht-Karls-Universität Heidelberg sowie schließlich an der Bergakademie Berlin. Nach dem anschließenden Referendariat wurde er am 21. Februar 1892 zum Bergassessor ernannt.
Dütting arbeitete zunächst für die staatliche preußische Bergwerksverwaltung und wechselte 1899 in den privatwirtschaftlichen Ruhrbergbau. Er leitete von 1899 bis 1905 die Zeche Nordstern in Horst bei Gelsenkirchen, die sich unter Dütting wirtschaftlich erfolgreich entwickelte. Im Jahre 1905 wurde er mit der Leitung der Zeche Holland in Ückendorf betraut. Anfang 1907 wurde Dütting zum Generaldirektor und Vorstandsmitglied der Phönix AG für Bergbau und Hüttenbetrieb ernannt, zu der nun beide Zechen nach einer Fusion gehörten.
Der Unternehmer Hans Dütting (1903–1966) war sein Sohn.